# Victa Aircruiser
Die Victa Aircruiser war ein viersitziges Reiseflugzeug des australischen Herstellers Victa.

## Geschichte und Konstruktion
Nach dem Erfolg der früheren Airtourer entwarf Henry Millicer eine viersitzige Version, die er Aircruiser nannte. Der Prototyp VH-MVR flog zum ersten Mal am 18. Juli 1966. Wie die Airtourer handelt es sich hierbei um einen Tiefdecker mit festem Bugradfahrwerk, der von einem 210 PS (157 kW) starken Continental-IO-360H-Kolbenmotor angetrieben wurde. Anstatt des Schiebedachs der Airtourer hatte die viersitzige Aircruiser ein festes Kabinendach und eine Tür.
Nach dem Verkauf der Konstruktionsrechte an Aero Engine Services Ltd. (AESL) wurden die Rechte an der Aircruiser gleich mitverkauft. Im Jahr 1969 begann AESL mit der Entwicklung eines neuen Flugzeugs unter der Bezeichnung AESL CT/4 Airtrainer, ein voll kunstflugtaugliches militärisches Schulflugzeug.

## Technische Daten
| Kenngröße             | Daten                                          |
| --------------------- | ---------------------------------------------- |
| Besatzung             | 1                                              |
| Passagiere            | 3                                              |
| Länge                 | 7,06 m                                         |
| Spannweite            | 7,92 m                                         |
| Höhe                  | 2,59 m                                         |
| Flügelfläche          | 12 m²                                          |
| Flügelstreckung       | 5,2                                            |
| Leermasse             | 694 kg                                         |
| max. Startmasse       | 1609 kg                                        |
| Reisegeschwindigkeit  | 274 km/h                                       |
| Höchstgeschwindigkeit |                                                |
| Dienstgipfelhöhe      | 5330? m                                        |
| Reichweite            | 1292 km                                        |
| Triebwerke            | 1 × Continental IO-360H-Kolbenmotor mit 157 kW |